# Kanton Tence
Tence is een voormalig kanton van het Franse departement Haute-Loire. Het kanton maakte deel uit van het arrondissement Yssingeaux. Het werd opgeheven door het decreet van 17 februari 2014, met uitwerking op 22 maart 2015.

## Gemeenten
Het kanton Tence omvatte de volgende gemeenten:
- Le Chambon-sur-Lignon
- Chenereilles
- Le Mas-de-Tence
- Mazet-Saint-Voy
- Saint-Jeures
- Tence (hoofdplaats)